# Свети Димитър (Ловец)
Вижте пояснителната страница за други значения на Свети Димитър.
„Свети Димитър“ е православна църква в село Ловец. Тя е част от Търговищка духовна околия, Варненска и Великопреславска епархия на Българската православна църква.
Църквата се изгражда от 2002 година. Осветена е в 2017 г.